# 69号州际公路
69号州际公路（英語：Interstate 69）是一条南北向的州际公路。该公路连接德克萨斯州罗森堡到密西根州圣克莱尔县的美加边境，計畫全长841.30英里（約1,353.94公里）。目前已通車路段自北端藍水大橋起至印第安納波利斯、布盧明頓至埃文斯維爾附近、肯塔基州路段、密西西比州部分路段、休士頓路段、以及靠近美墨邊境的路段。尚有部分路段未通車，亦有路段仍在規劃中。

## 里程及途經主要城市
| 所經州份   | 里程數 | 里程數   | 所經主要都市 粗體化的城鎮為使用在交通標誌上的正式指定定點城市 |
| 所經州份   | 英里   | 公里     | 所經主要都市 粗體化的城鎮為使用在交通標誌上的正式指定定點城市 |
| ---------- | ------ | -------- | ------------------------------------------------------------- |
| 德克薩斯州 | 110.3  | 177.51   | 維多利亞、休士頓、克里夫蘭 (德克薩斯州)                       |
| 密西西比州 | 23.9   | 38.46    | 蒂尼卡                                                        |
| 田納西州   | 14     | 22.53    | 孟菲斯                                                        |
| 肯塔基州   | 80.6   | 129.71   | 富爾頓、亨德森                                                |
| 印第安納州 | 294.47 | 473.90   | 埃文斯維爾、布盧明頓 、印第安納波利斯、韋恩堡                 |
| 密西根州   | 198.3  | 319.13   | 蘭辛、弗林特、休倫港                                          |
| 全長       | 841.30 | 1,353.94 |                                                               |

## 輔助路線
- 69C號州際公路（英语：Interstate 69C） (德克薩斯州)
- 69E號州際公路（英语：Interstate 69E） (德克薩斯州)
- 69W號州際公路（英语：Interstate 69W） (德克薩斯州)
- 169號州際公路（英语：Interstate 169） (肯塔基州、田納西州、德克薩斯州)
- 269號州際公路（英语：Interstate 269） (密西西比州–田納西州、印第安納州)
- 369號州際公路（英语：Interstate 369） (肯塔基州、德克薩斯州)
- 469號州際公路（英语：Interstate 469） (印第安納州)
- 奧杜邦快速道路（英语：Audubon Parkway） (肯塔基州)